# 韦济永
韦济永（法語：Vézillon，法語發音：[vezijɔ̃]）是法国厄尔省的一个市镇，属于莱桑德利区。

## 地理
韦济永（49°13'34"N, 1°24'0"E）面积2.04 平方千米，位于法国诺曼底大区厄尔省，该省份为法国北部内陆省份，北起滨海塞纳省，西接奧恩省和卡爾瓦多斯省，南至厄尔-卢瓦省，东临瓦兹省、瓦兹河谷省和伊夫林省。
与韦济永接壤的市镇（或旧市镇、城区）包括：布阿夫勒、三湖镇、莱桑德利。

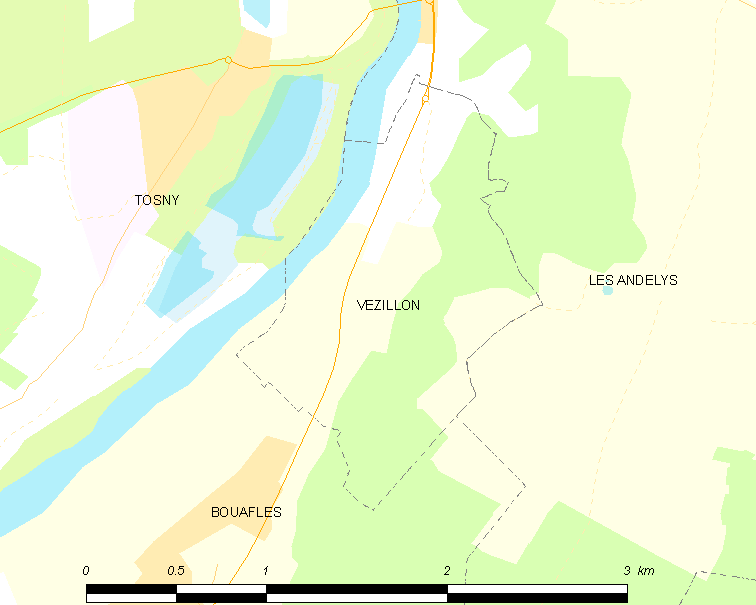
韦济永的OSM定位图

韦济永的时区为UTC+01:00、UTC+02:00（夏令时）。

## 行政
韦济永的邮政编码为27700，INSEE市镇编码为27683。

## 政治
韦济永所属的省级选区为莱桑德利县。

## 人口

1962-2008年间韦济永人口变化图示

韦济永于2022年1月1日时的人口数量为234人。